# Chiesa della Madonna della Neve (Villamassargia)
La chiesa della Madonna della Neve è un edificio religioso situato a Villamassargia, centro abitato della Sardegna sud-occidentale. Consacrata al culto cattolico è sede dell'omonima parrocchia e fa parte della diocesi di Iglesias.

Edificata probabilmente durante il primo decennio del XII secolo ad opera dei monaci benedettini dell'abbazia di San Vittore. Conserva un altare ligneo del
XVII secolo, le edicole e l'altare centrale di marmo policromo del XVIII secolo.